# Everybody knows (I still love you)
Everybody knows (I still love you) is een single van The Dave Clark Five, afkomstig van het in de Verenigde Staten uitgebrachte album Coast to coast.
Drummer Dave Clark schreef zelf de voorkant, samen met gitarist Lenny Davidson. De Britse B-kant Say you want me kwam eveneens uit de pennen van Clark en Davidson. De Britse versie vermeldde als muziekproducent Dave Clark. De Amerikaanse vermeldde daar Adrian Clark, een samentrekking van het duo Adrian Kerridge en Dave Clark.

## Hitnotering
Everybody knows stond in 1964 acht weken in de Billboard Hot 100 met 15 als hoogste notering. De Britse UK Singles Chart gaf aanmerkelijk minder resultaat weer: vier weken met als hoogste notering plaats 37. De Nederlandse hitparades werden niet bereikt.

## Everybody knows (1967)
In 1967 bracht The Dave Clark Five opnieuw een single uit met de titel Everybody knows, maar nu zonder ondertitel. Het was een totaal ander nummer, geschreven door Les Reed en Barry Mason. In dit nummer was Lenny Davidson de solozanger. Dit nummer haalde wel de Nederlandse Top 40, zowel als de Parool Top 20 (en de tweede plaats in het Verenigd Koninkrijk). In tegenstelling tot Everybody knows (I still love you) had dit nummer in 1999 en 2000 ook een notering in de Radio 2-Top 2000.